# Dobromila
Dobromila je ženské křestní jméno slovanského původu. Jeho význam je „milující dobro“ – jedná se o překlad původem řeckého jména Agáta. V českém občanském kalendáři má svátek 5. února.
Domácké podoby: Romy, Dobřenka, Mila, Mily, Dobromilka

## Statistické údaje
Následující tabulka uvádí četnost jména v ČR a pořadí mezi ženskými jmény ve srovnání dvou roků, pro které jsou dostupné údaje MV ČR – lze z ní tedy vysledovat trend v užívání tohoto jména:
| Rok       | Četnost   | Pořadí   |
| 1999      | 1614      | 182.     |
| 2002      | 1567      | 188.     |
| Porovnání | o 47 méně | o 6 hůře |
| 2006      | 1420      | 203.     |

Změna procentního zastoupení tohoto jména mezi žijícími ženami v ČR (tj. procentní změna se započítáním celkového úbytku žen v ČR za sledované tři roky 1999–2002) je -2,1%.

## Známé nositelky jména
- Dobromila Filová - česká lekařka
- Dobromiła Jaskot- polská skladatelka
- Dobromiła Jankowska - polská překladatelka Williama Shakespeare'a
- Dobromiła Kulińska - polská političkaDobromiła Skalska: dziennikarka, publicystka, prezenterka telewizyjna
- Dobromiła Lis - polská hlasatelka a zpravodajka
- Dobromila Marková - česká právnička
- Dobromila Mužíková - česká lekařka a gynekoložka
- Dobromila Navrátilová - česká masérka
- Dobromila Nevolová - česká spisovatelka a psycholožka
- Magdalena Dobromila Rettigová – česká spisovatelka
- Dobromila Trpišovská - česká psycholožka